# The Second Philosophy
The Second Philosophy är det spanska progressiva death metal-bandet NahemaHs andra studioalbum. Albumet släpptes 2007 av det tyska skivbolaget Lifeforce Records.

## Låtlista
1. "Siamese" – 4:34
2. "Killing My Architect" – 5:02
3. "Nothing" – 6:30
4. "Like a Butterfly in a Storm" – 6:40
5. "Change" – 7:13
6. "Labyrinthine Straight Ways" – 5:42
7. "Subterranean Airports" – 8:30
8. "Phoenix" – 5:18
9. "Today Sunshine Ain't the Same" – 6:46
10. "The Speech" – 4:34

Text & musik: Daniel Gil / NahemaH

## Medverkande
Musiker (NahemaH-medlemmar)
- Pablo Egido – sång
- Miguel Palazón – gitarr
- Roberto Marco – gitarr
- Paco Porcel – basgitarr
- José Diego– trummor

Bidragande musiker
- Javier Fernández "Nexusseis" – keyboard, programmering
- Borja Rubio – saxofon

Produktion
- Rafael Alvarez – producent, ljudtekniker
- AfA – ljudmix, mastering
- Daniel Gil – ljudtekniker, omslagskonst